# Cisso
Cisso (dal greco antico κισσός, «edera») è una figura della mitologia greca.
Era un giovane di grande agilità che si trasformò in edera.
Nonno lo descrive come uno dei satiri al seguito di Dioniso in Lidia, nel periodo della giovinezza del dio. Fu coinvolto in una gara di corsa con un altro satiro, Leneo, e con l'amante di Dioniso, Ampelo, cui il dio assegnò la vittoria. In seguito, poco dopo la morte di Ampelo, Cisso si trasformò in edera, senza spiegazione apparente, mentre stava arrampicandosi sul tronco di un albero, e da allora si avvolge ai filari della vite, come profetizzato dalle tavolette di Armonia.
Secondo Nicolao, Cisso era invece un giovane coreuta di Dioniso. Perse la vita cadendo mentre danzava di fronte al tempio del dio, e fu trasformato in edera perché continuasse a danzare agitato dal vento.
Pausania cita Cisso come una delle epiclesi di Dioniso.